# Помнишь ли ты Долли Белл?
«Помнишь ли ты Долли Белл?» (серб. Сјећаш ли се Доли Бел?; Sjećaš li se Doli Bel?) — югославский художественный фильм 1981 года.

## Сюжет
Действие фильма происходит в Сараево, в 1960-е годы. Подросток Дино пытается развить в себе гипнотические способности, покорить взрослую актрису-проститутку со сценическим псевдонимом Долли Белл, спорит с отцом о коммунизме, поёт в школьной музыкальной группе. Фильм показывает взросление молодого человека, формирование его личности.

## В ролях
- Славко Штимац — Дино
- Слободан Алигрудич — отец Дино
- Лильяна Благоевич — Долли Белл
- Мира Баняц — мать Дино
- Павле Вуисич — дядя
- Нада Пани — тётя
- Боро Степанович — очкарик
- Жика Ристич — Чича

## Съёмочная группа
- Режиссёр — Эмир Кустурица
- Авторы сценария — Эмир Кустурица, Абдула Сидран
- Композитор — Зоран Симьянович
- Операторы — Вилько Филач, Миленко Ухерка
- Художники — Сулейман Боснич, Кемаль Хрустанович, Ибро Хукара
- Монтаж — Сения Тичич
- Художник по костюмам — Лильяна Пейчинович

В фильме актёры говорят не на официальном сербском языке, а на его боснийском диалекте.
Имя героини фильма Долли Белл позаимствовано из итальянского фильма «Europa di notte» (1959, реж. Алессандро Блазетти), в котором так звали стриптизёршу. Точно так же зовут стриптизёршу в фильме Клода Шаброля «Милашки».

## Награды
- 1981 — приз «Золотой лев» на Венецианском кинофестивале за лучший дебютный фильм
- 1981 — приз ФИПРЕССИ на Венецианском фестивале
- 1982 — приз кинокритиков на фестивале в Сан-Паулу